# Château de Campo Maior
Le château de Campo Maior est une fortification militaire médiévale situé dans la freguesia de São João Batista (pt), sur le territoire de la municipalité de Campo Maior (district de Portalegre, Portugal),.
Il faisait partie d'une première ligne de défense dans l'Alentejo portugais, en conjonction avec les forts militaires d'Ouguela, Elvas, Olivence et Juromenha.Il fait actuellement partie de la place-forte de Campo Maior, qui, après Elvas, est la fortification la plus importante du district.
Il est classé Monument national depuis 1911.

## Historique
La première occupation humaine du site se perd dans la préhistoire. On pense qu'il a été successivement habité par des peuples celtes, romains et musulmans, avant d'être reconquis par les forces chrétiennes du royaume de León au XIIIe siècle, après 1230. La première charte de Campo Maior remonte à 1260, accordée par l'évêque de Badajoz. Construit au sommet de la colline de Santa Vitória pour défendre la frontière de l'Alentejo, du haut de ses tours, on peut apercevoir les villes voisines de Badajoz et d'Elvas. 

### Le château médiéval
La ville fut conquise par les Portugais entre 1295 et 1296. Cependant, elle ne fut définitivement incorporée aux domaines du roi Denis Ier (1279-1325) qu'en vertu du traité d'Alcañices (1297). Pour accroître sa population et assurer sa défense, le souverain lui accorda une charte et ordonna la reconstruction de son château (1310).
Compte tenu de la croissance de la ville et de son importance stratégique à la frontière de l'Alentejo, le roi Jean II (1481-1495) étendit ses défenses en érigeant une nouvelle enceinte qui enfermait la ville entière. Ces travaux se poursuivirent sous le règne du roi Manuel Ier (1495-1521), et furent mentionnés par Duarte de Armas (pt) dans son Livre des forteresses (vers 1509).

### De la guerre de Restauration à nos jours
Aux XVIIe et XVIIIe siècles, compte tenu de la modernisation des moyens offensifs, la défense de la ville fut remodelée avec l'introduction de fortifications bastionnées et la construction de nouvelles installations militaires, transformant la ville médiévale en place forte.
Le complexe médiéval fut gravement endommagé le 16 septembre 1732. Vers trois heures du matin, lors d'un violent orage, la foudre s'abattit sur la tour principale du château, qui servait de poudrière. Celle-ci contenait alors six mille arrobas de poudre et cinq mille cartouches. La violente explosion fut suivie d'un incendie massif qui, outre des pertes humaines, consuma plus de la moitié des maisons de la ville, détruisant non seulement le château, mais aussi la muraille médiévale.

### De nos jours
Au XXe siècle, le château fut classé Monument National par décret du 18 mars 1911. Dans la première moitié des années 1940, la Direction générale des bâtiments et monuments nationaux (DGEMN) entreprit des travaux de consolidation et de restauration du complexe, caractérisés par une reconstruction. Une deuxième phase de travaux débuta dans la seconde moitié des années 1960, s'étendant jusqu'au début des années 1970, marquée par des interventions sur les murs du château et la chapelle de Nossa Senhora dos Aflitos. Une troisième phase eut lieu dans les années 1980, le monument étant placé sous la garde de l'Institut portugais du patrimoine architectural (IPPAR) à partir de 1996.
Début 2010, le monument s'est partiellement effondré en raison des mauvaises conditions météorologiques dans la région. En 2021, des travaux de rénovation de la fortification bastionnée ont été inaugurés, un projet qui a nécessité un investissement d'environ cinq millions d'euros.

## Caractéristiques
Construits à 299 m d'altitude, le château médiéval et son enceinte font face au territoire espagnol. Les murs crénelés du château étaient construits en maçonnerie de pierre en assises, enduite de chaux, et comportaient des goussets et des pierres d'angle en pierre de taille. Un chemin de ronde courait tout au sommet et était à l'origine renforcé par six tours rectangulaires, également crénelées, dont seules deux subsistent aujourd'hui. Les créneaux des murs et les tours présentent des formes pyramidales tronquées aux sommets arrondis. Les tours comportent une salle voûtée au même niveau que le chemin de ronde ; la tour nord est ornée d'une fenêtre de style Renaissance.
La muraille sud de la ville présente un plan trapézoïdal, renforcée par sept tourelles : six rectangulaires et une octogonale, au nord-est, défendant la porte de ville. Les murs sont abaissés, tout comme les tours, permettant le tir des barbettes des canonnières. Seule une des tours, au sud-ouest, près d'une des fausses portes, est crénelée.

## Galerie

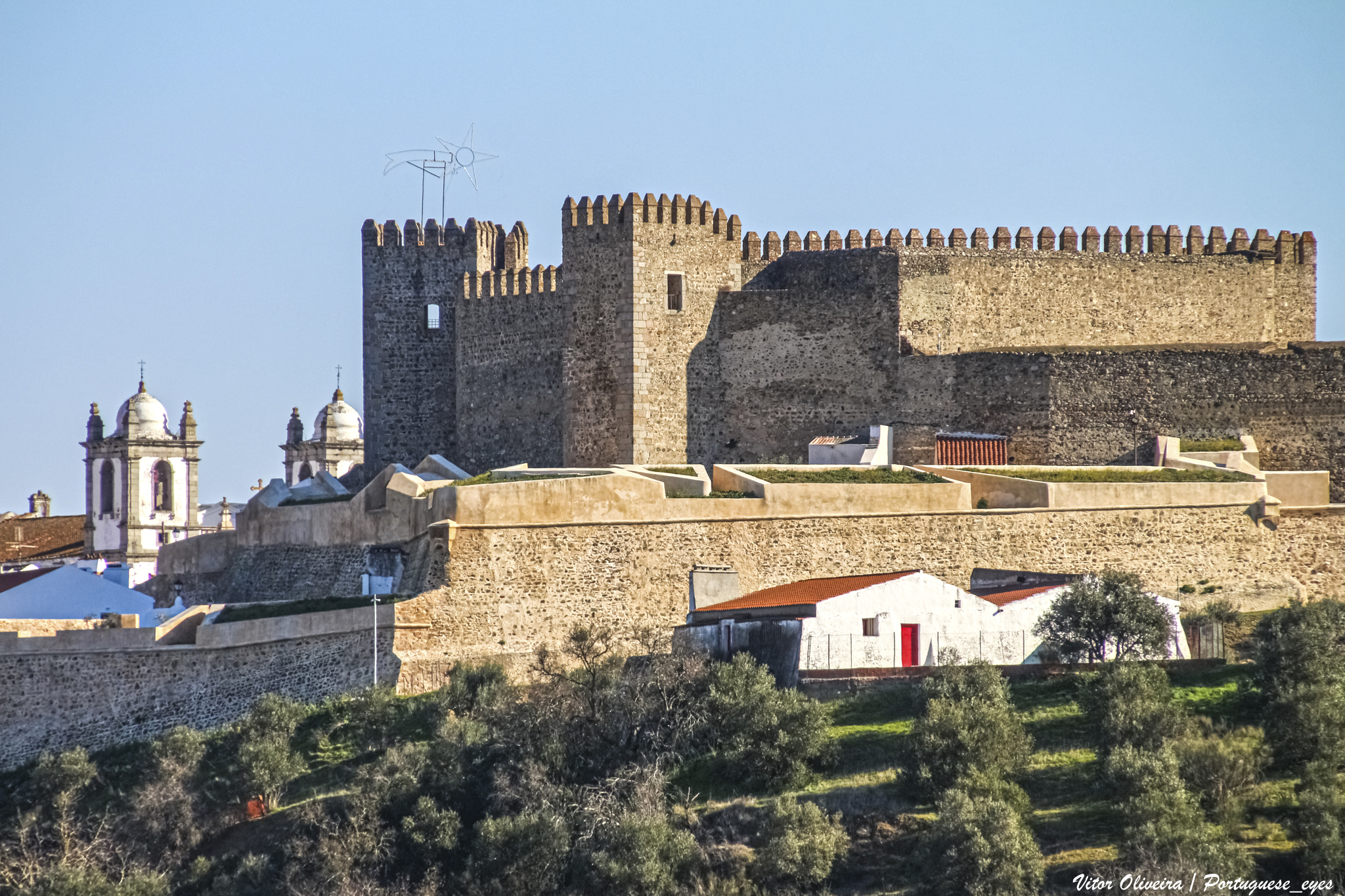
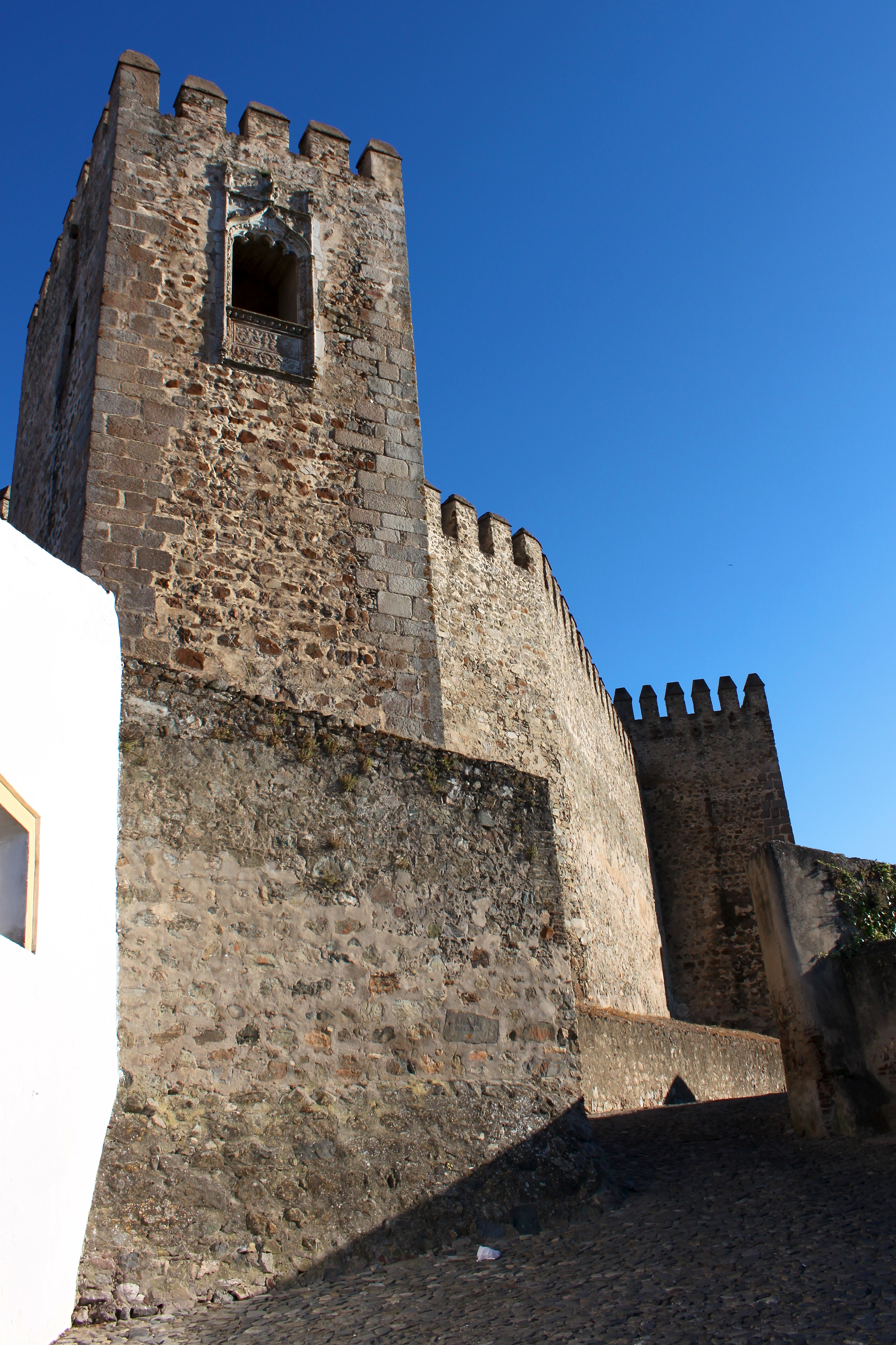
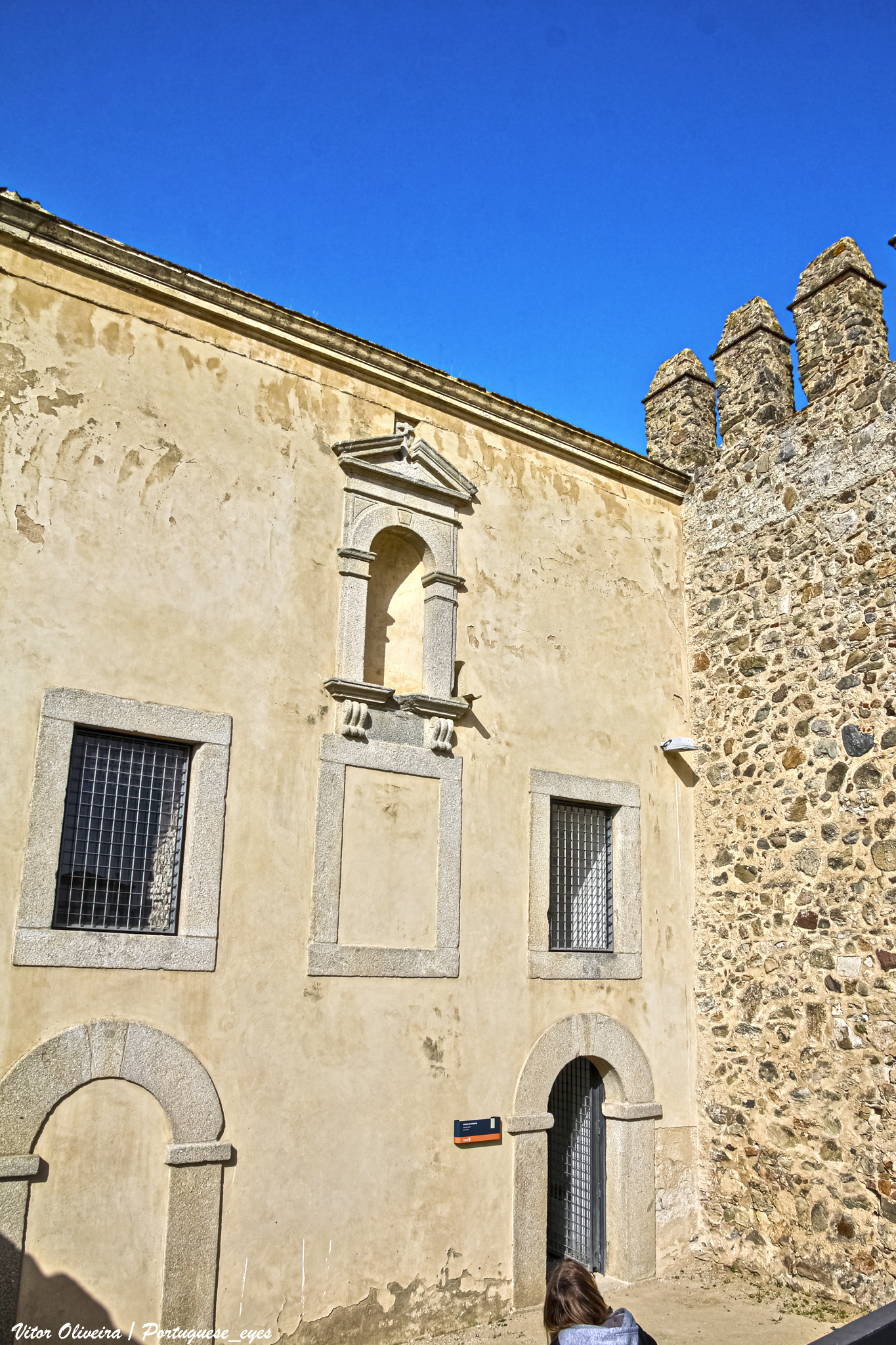
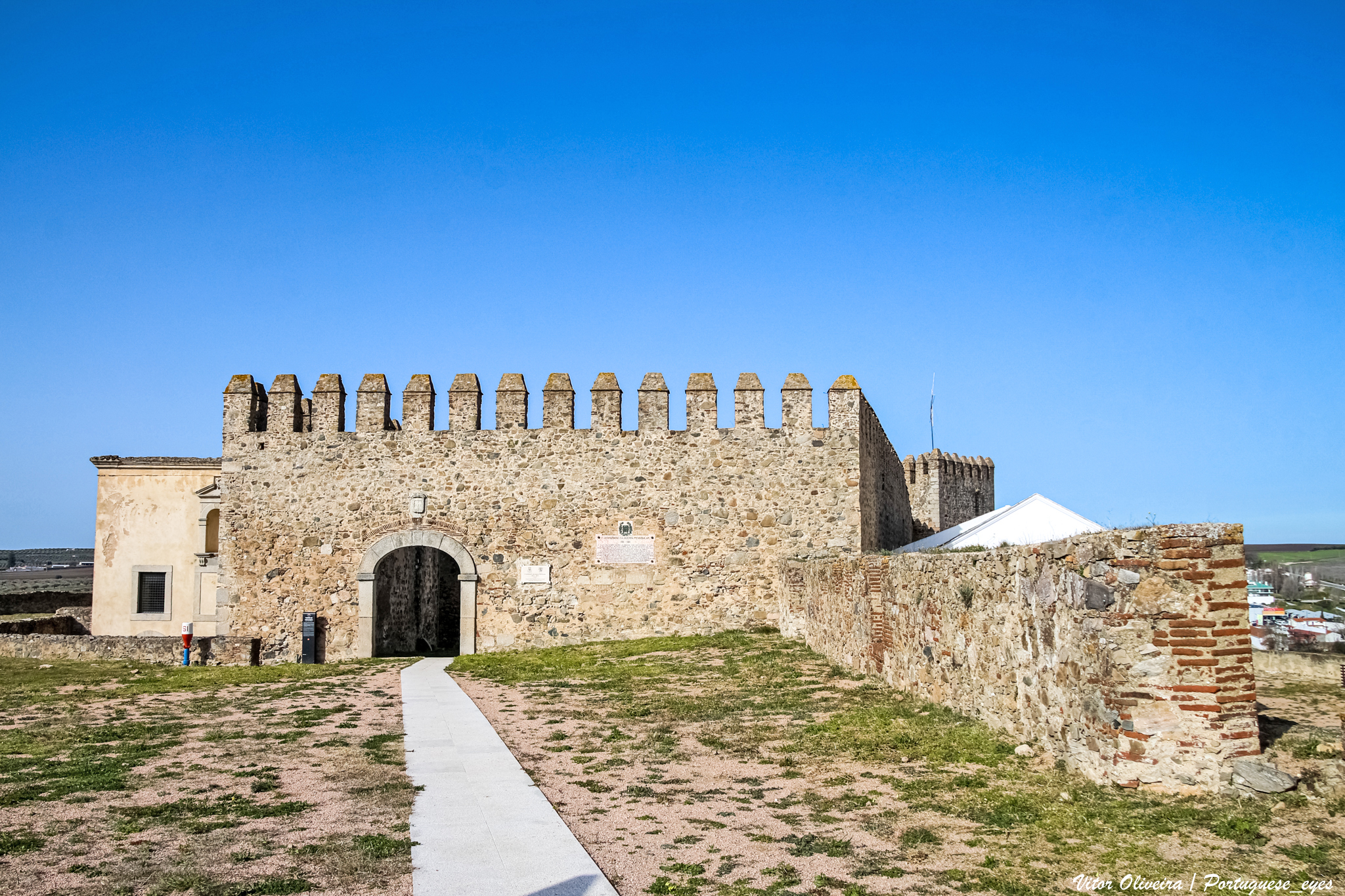
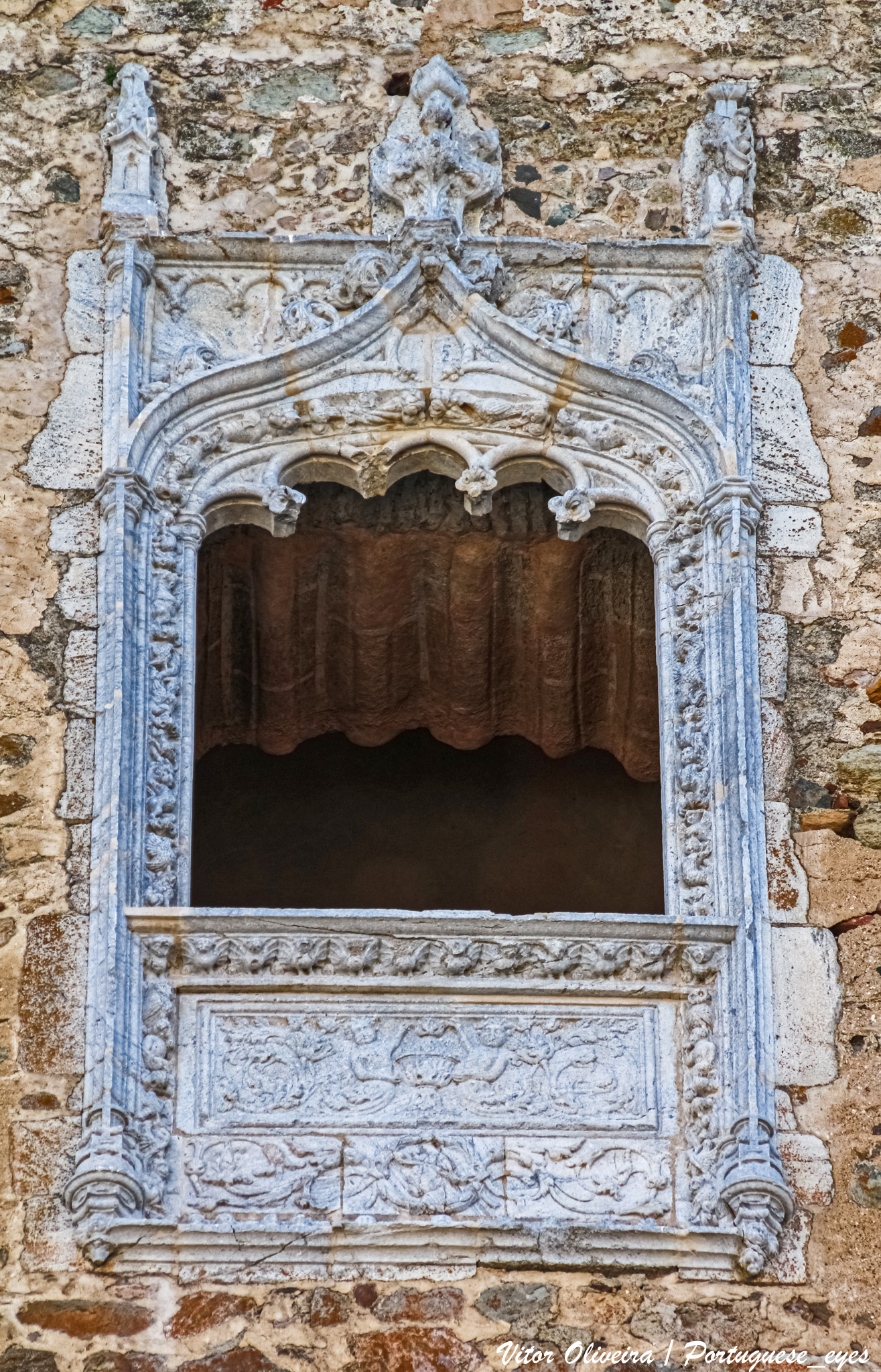
La fenêtre de style Renaissance.